# Akhraten
|                      |    |       |   |     |     |
| \| \| \| \| \| \| \| |    |       |   |     |     |
|                      |    |       |   |     |     |
| i                    | A1 | x · r | T | M22 | M22 |

| i | A1 | x · r | T | M22 | M22 |

|                      |    |       |   |     |     |
| \| \| \| \| \| \| \| |    |       |   |     |     |
|                      |    |       |   |     |     |
| i                    | A1 | x · r | T | M22 | M22 |

| i | A1 | x · r | T | M22 | M22 |

|                      |    |       |   |     |     |
| \| \| \| \| \| \| \| |    |       |   |     |     |
|                      |    |       |   |     |     |
| i                    | A1 | x · r | T | M22 | M22 |

| i | A1 | x · r | T | M22 | M22 |

|                      |    |       |   |     |     |
| \| \| \| \| \| \| \| |    |       |   |     |     |
|                      |    |       |   |     |     |
| i                    | A1 | x · r | T | M22 | M22 |

| i | A1 | x · r | T | M22 | M22 |

Akhraten (Còn được gọi là Akhratan) là một vị vua của Kush (vào khoảng năm 350 TCN-335 TCN).
Akhraten đã sử dụng một vài tước hiệu dựa trên những tước hiệu được sử dụng bởi các vị Pharaon của Ai Cập

Tên Horus: Kanakht Tjema Neditef ("Người đứng đầu hùng mạnh với cánh tay khỏe mạnh, Người bảo vệ của cha Ngài") 

Prenomen: Neferibre ("Re là vị thần với trái tim tốt đẹp ")  

Nomen: Akhraten
Akhratan có thể là một người con trai của Harsiotef là một người anh của Nastasen.
Akhratan được biết đến nhờ vào một đồ hình trong một nhà nguyện và từ một bức tượng bằng đá granite được tìm thấy tại ngôi đền Barkal 500, ngày nay bức tượng này nằm tại Boston (23.735). Bức tượng này không có đầu và bị mất chân.
Akhraten có thể đã được kế vị bởi Nastasen, nhưng một số học giả cho rằng một vị vua tên là Amanibakhi có thể đã trị vì trong giai đoạn giữa hai triều đại của Akraten và Nastasen.